# Чермода
Чермода — река в России, протекает в Осинском районе Пермского края. Устье реки находится в 7 км по правому берегу реки Тунтор. Длина реки составляет 15 км.
Исток находится в центральной части Тулвинской возвышенности у деревни Покровка на северных склонах горы Калинова (308 м НУМ). В верховьях описывает петлю, огибая гору Калинова, затем течёт на юг. Приток — Юмыш (правый). На реке расположены деревни Верхняя Чермода и Нижняя Чермода. У южной окраины последней впадает в Тунтор.

## Данные водного реестра
По данным государственного водного реестра России относится к Камскому бассейновому округу, водохозяйственный участок реки — Кама от Камского гидроузла до Воткинского гидроузла, речной подбассейн реки — бассейны притоков Камы до впадения Белой. Речной бассейн реки — Кама.
По данным геоинформационной системы водохозяйственного районирования территории РФ, подготовленной Федеральным агентством водных ресурсов:
- Код водного объекта в государственном водном реестре — 10010101012111100015001
- Код по гидрологической изученности (ГИ) — 111101500
- Код бассейна — 10.01.01.010
- Номер тома по ГИ — 11
- Выпуск по ГИ — 1